# Philander C. Knox
Pour les articles homonymes, voir Knox.
Philander Chase Knox, né le 6 mai 1853 à Brownsville (Pennsylvanie) et mort le 12 octobre 1921 à Washington, est un homme politique américain. Membre du Parti républicain, il est procureur général des États-Unis entre 1901 et 1904 dans l'administration du président William McKinley puis dans celle de son successeur Theodore Roosevelt, secrétaire d'État des États-Unis entre 1909 et 1913 dans l'administration du président William Howard Taft et sénateur de Pennsylvanie entre 1904 et 1909 puis entre 1917 et 1921.

## Biographie
Comme secrétaire d'État des États-Unis, Knox réorganisa le département et poursuivit la diplomatie du dollar qui se concentrait sur l'encouragement et la protection des investissements américains à l'étranger. Knox retourna en pratique privée en 1913 après que Taft ait perdu sa réélection. Il retrouve son poste au Sénat en 1916 et joue un rôle dans le rejet du traité de Versailles qu'il critique sévèrement, le jugeant violer le droit international, imposer un tribut démesuré à l'Allemagne et être annonciateur d'une future guerre. Knox a été considéré comme un candidat de compromis potentiel à la Convention nationale républicaine de 1920, mais l'investiture présidentielle du parti est plutôt allé à Warren G. Harding.

## Source
- (en) Cet article est partiellement ou en totalité issu de l’article de Wikipédia en anglais intitulé « Philander C. Knox » (voir la liste des auteurs).